# Хаджи, Мустафа
Мустафа́ Хаджи́ (араб. مصطفى حاجي‎) (16 декабря 1971) — марокканский футболист, полузащитник сборной Марокко, африканский футболист года — 1998.

## Карьера

### Клубная
Мустафа Хаджи начал футбольную карьеру во Франции, с 1991 года в течение пяти сезонов выступая за «Нанси». В 1996 году полузащитник перешёл в лиссабонский «Спортинг», за который выступал 1 сезон. Следующие 2 сезона марокканец провёл в чемпионате Испании, защищая цвета «Депортиво», после чего пять лет выступал за английские клубы «Ковентри Сити» и «Астон Виллу». В 2004 году Хаджи на полгода вернулся в чемпионат Испании, перейдя в «Эспаньол». В сезоне 2004/2005 марокканский полузащитник выступал в ОАЭ за клуб «Аль-Айн», после чего вернулся в Европу (в немецкий «Саарбрюккен»). В 2007 году Хаджи перешёл в люксембургский клуб «Фола», где три года спустя и завершил карьеру игрока.

### В сборной
Мустафа Хаджи выступал за сборную Марокко с 1993 по 2004 годы. В составе сборной полузащитник участвовал в финальных турнирах чемпионатов мира 1994 (3 матча) и 1998 (3 матча, 1 гол), а также в отборочных турнирах к ЧМ 1994 (1 матч), 1998 (6 матчей, 1 гол) и 2002 (6 матчей, 1 гол). Помимо этого Мустафа Хаджи участвовал в 2 финальных турнирах Кубка африканских наций.

## Достижения
Командные
 «Спортинг»
- Вице-чемпион Португалии (1): 1996/97

 «Астон Вилла»
- Обладатель кубка Интертото (1): 2001

 «Аль-Айн»
- Вице-чемпион ОАЭ (1): 2004/05
- Обладатель кубка ОАЭ (1): 2004/05

Личные
- Африканский футболист года (1): 1998